# Gewerkschaftskonföderation Osttimor
Die Gewerkschaftskonföderation Osttimor (englisch Timor Lorosae Trade Union Confederation TLTUC, tetum Konfederasaun Sindicatu Timor Lorosa'e KSTL) ist der Dachverband der Gewerkschaften Osttimors. Sie wurde im Februar 2001 mit Hilfe der ITUC, der ILO und australischer Gewerkschaften. Die KSTL hat 4700 Mitglieder.
Generalsekretär der TLTUC ist José da Conceição da Costa.